# Parafreutreta oriens
Parafreutreta oriens är en tvåvingeart som beskrevs av Munro 1940. Parafreutreta oriens ingår i släktet Parafreutreta och familjen borrflugor. Inga underarter finns listade i Catalogue of Life.